# Санта Моника
Санта Моника (енгл. Santa Monica) град је у америчкој савезној држави Калифорнија, у округу Лос Анђелес. Налази се на обали Тихог океана. По попису становништва из 2020. у њему је живело 93.076 становника.

## Демографија
Према попису становништва из 2010. у граду је живело 89.736 становника, што је 5.652 (6,7%) становника више него 2000. године.
|                   | 2010.           | 2000.           |
| Укупно            | 89 736 (100,0%) | 84 084 (100,0%) |
| Белци             | 62 917 (70,11%) | 60 482 (71,93%) |
| Хиспаноамериканци | 11 716 (13,06%) | 11 304 (13,44%) |
| Азијати           | 8 053 (8,974%)  | 6 100 (7,255%)  |
| Афроамериканци    | 3 526 (3,929%)  | 3 176 (3,777%)  |
| Остали            | 3 524 (3,927%)  | 3 022 (3,594%)  |

## Партнерски градови
- Хам
- Фуџиномија
- Мазатлан
- Сироло
- Сант'Елија Фјумерапидо